# Dynamine agacles
Dynamine agacles is een vlinder uit de familie Nymphalidae. De wetenschappelijke naam van de soort is voor het eerst geldig gepubliceerd in 1823 door Johan Wilhelm Dalman.